# チリンの鈴
『チリンの鈴』（チリンのすず）は、1978年3月18日に劇場公開されたサンリオのアニメーション映画。 

## 概要
原作はやなせたかしの絵本『チリンのすず』。日本ヘラルド映画によって配給された。絵本のほか、映像ソフトも発売されている。物語の大筋は原作絵本を踏襲しているが、細部に脚色が施されている。また、原作の出版社はフレーベル館が担当していたのに対し、アニメ版の出版社は集英社が担当している。同時上映は『親子ねずみの不思議な旅』。

## あらすじ
周りを大自然に囲まれたある牧場で1匹の子羊が産まれた。子羊は谷底に落ちてしまってもすぐに分かる様に金色の鈴を首に付けられ、その音色から「チリン」と名付けられた。チリンは母羊から沢山の愛情を受け、他の子羊達と毎日楽しく遊んで暮らしていた。
秋の終わり頃の夜、オオカミの「ウォー」が牧場を襲撃し、逃げ遅れたチリンをお腹の下に庇って母羊が殺されてしまう。チリンは牧場を飛び出しウォーの住んでいる険しい岩山に向かう。そしてウォーを探し当て、復讐の為飛び掛かるがまるで歯が立たない。叶わぬと悟ったチリンは強くなるため、憎い敵であるウォーにあえて弟子入りを志願する。チリンを全く相手にしないウォーだったが、傷付いても死にそうな目に遭っても、めげずに付いてくるチリンの本気と覚悟を認め、厳しい自然の世界で生き延びるための戦い方を教える。厳しい修行に耐え続ける内に3年の歳月が流れ、チリンは2本の鋭く長い角を生やした、羊とも狼とも思えない恐ろしい姿の獣へと成長する。鍛え上げた体を駆使してなんども復讐のため戦いを挑むも幼い頃のようにあしらわれ続ける内、チリンはウォーに対する親愛の情が己の中に芽生えていることを自覚し、自分を教え導いてくれた彼を実の父とすら思う様になる。もはや復讐は叶わぬと悟ったチリンはウォーの体現する一匹狼としての生き方に身を委ね、彼と運命を共にしてやると言い切る。こうしてチリンとウォーは周りから知らぬ者はいない凶暴なならず者として恐れられる様になった。
ある夜、ウォーはチリンに生まれ故郷の牧場への襲撃を提案する。既に狂暴なけだものと化して久しいチリンは動揺することもなくその提案を快諾し、一足先に牧場まで一気に駆け降りると番犬を瞬く間に蹴散らし羊小屋に向かっていく。そして中に入り怯えている羊達に襲い掛かろうとした時、1匹の逃げ遅れて泣く子羊に母羊が駆け寄りお腹の下に庇う。その様を見てかつての自分と自分の母親に重ね合わせたチリンは激しく動揺し、耐えきれず小屋の外へ逃げ出してしまう。一部始終を見ていたウォーはチリンに羊の殺し方の手本を見せると称して小屋に入ろうとしチリンは必死に食い止めようとする。次第にかつての復讐心を思い出したチリンはウォーの前に立ちはだかると、自分は羊だと叫びながら突進していく。ウォーは避ける事無くチリンの角に胸を突かれ、いつかこういう日が来ると覚悟していた事、自分を倒したのが他ならぬチリンであったことに喜びを感じている事を伝え、息絶える。
復讐を果たしたチリンは牧場に戻ろうとするが、羊達から恐れられ拒絶される。チリンの首には変わらず金色の鈴が付いていたが、その変わり果てた風貌ゆえに、かつて一緒に暮らしていた仲間だとは信じてもらえなかったのだ。ウォーと共に暮らしていた岩山に戻ったチリンは、独りぼっちの一匹狼となってしまったことを痛感し、実の父同然の存在となっていたウォーを殺してしまったことへの深い後悔と絶望、オオカミになり切れなかった自分に対する落胆に苛まれながらウォーの名を叫び続けた。
それから時は過ぎ、今でも激しい吹雪の夜には、風に混じって微かに鈴の音が聞こえてくるという。
だがあの日以来、チリンの姿を見たものは誰一人としていなかったという。

## 登場キャラクター
- チリン（幼少時：松島みのり/青年時：神谷明）
- チリンの母（中西妙子）
- ウォー（加藤精三）
- ナレーション（高木均）

## 原作との相違点
- 原作のチリンは最後まで復讐心を忘れておらず、あえてウォーに従うことで復讐のタイミングを伺い復讐を果たした後にウォーの真意を知り、ウォーに対する親愛の情を自覚して後悔する。
  - アニメ版では大人になった時点で何度もウォーに復讐を挑んだものの悉く退けられ、その内にウォーに対する親愛の情の芽生えを自覚したことで自ら狼の生き方に身を委ね、身も心も凶暴な獣と化してしまう。牧場の一件で理性と復讐心を取り戻し復讐を果たすも故郷に戻れず、ウォーを殺したこと、そして狼になり切れなかったことを後悔する。
- 子供時代のチリンが蛇に狙われた鳥の巣を救おうとするも果たせず、弱肉強食の世界の残酷さと理不尽に憤る等のオリジナルシーンが追加されている。

## スタッフ
- 制作プロダクション：サンリオ
- 監督：波多正美
- 制作：波多野恒正
- 製作：辻信太郎
- 原作：やなせたかし
- 撮影：八巻磐
- 美術：阿部行夫
- 編集：古川雅士
- 音響：林昌平

- 主題歌「チリンの鈴」

作詞：やなせたかし
作曲：いずみたく
歌：ブラザース・フォー